# Kozure Ōkami: Jigoku e ikuzo! Daigoro
Kozure Ōkami: Jigoku e ikuzo! Daigoro es una película de samuráis de 1974, dirigida por Yoshiyuki Kuroda y protagonizada por Tomisaburo Wakayama. Está basada en el manga El lobo solitario y su cachorro, siendo la última parte de una serie de seis películas. Su título en inglés es Lone Wolf and Cub: White Heaven in Hell. En el mercado anglosajón fue además titulada Shogun Assassin 5: Cold Road to Hell, como la quinta parte del filme Shogun Assassin.

## Argumento
Yagyu Retsudo se reúne con el shōgun para conversar acerca de Ogami Ittō, el ronin que viaja a lo largo de Japón en compañía de su hijo Daigoro. Según el Shogun, si el clan Yagyu no logra matarlo, Ittō será declarado enemigo del Estado, con lo cual será perseguido por toda la administración del shogunato. Esto dañaría la reputación del clan Yagyu, ya que significaría que no fueron capaces de matarlo ellos mismos. Ante esto, Retsudo promete que su hija menor, Kaori, se encargará de asesinar al ronin. Al ser la única hija de Retsudo que continúa con vida, ella es la última esperanza del clan para vencer a Ittō.
Mientras se dirige a la ciudad de Edo, Ittō es atacado por Kaori, pero logra derrotarla. Retsudo se entera de la muerte de su hija y le pide ayuda Hyoei, su hijo extramatrimonial que había sido expulsado del clan Yagyu. Sin embargo, Hyoei se niega a matar a Ittō por órdenes de Retsudo, y decide hacerlo por su cuenta, en nombre del clan Tsuchigumo, que lo adoptó cuando fue abandonado. Para esto realiza una ceremonia y revive a tres guerreros de su clan, a quienes envía en busca del ronin. Además, Hyoei les ordena asesinar a todas las personas que ayuden a Ittō o Daigoro.
Los tres guerreros siguen de cerca los pasos del ronin, quien se mantiene alerta ante su presencia. Una noche, mientras descansa en un templo junto a su hijo, Ittō es atacado por Hyoei y sus hombres. Ambos se enfrentan en un duelo, resultando vencedor el ronin. Hyoei le dice que antes de morir debe encargarse de algunos asuntos, por lo que Ittō le perdona la vida. Malherido, Hyoei visita a su hermana y le pide que sea la madre de su hijo, el futuro líder del clan Tsuchigumo. Sin embargo, Retsudo los descubre y mata a ambos.
Tras la muerte de Hyoei, los tres guerreros del clan Tsuchigumo van a atacar a Ittō, quien se encuentra en unas montañas. Dado que se encuentran en un estado intermedio entre la muerte y la vida, los guerreros parecen ser inmunes a los ataques del ronin. No obstante, Ittō logra derrotarlos usando las armas ocultas del coche de Daigoro. 
Al día siguiente Ittō se encuentra con Retsudo y su ejército. Dado que se encuentran en un terreno nevado, los hombres de Retsudo se desplazan usando esquíes. El ronin logra derrotar a los contrincantes usando las armas del coche de su hijo, el que también utiliza como trineo de nieve. Mientras Ittō lucha contra su ejército, Retsudo huye del lugar, jurando que algún día lo vencerá.

## Reparto
- Tomisaburo Wakayama como Ogami Ittō.
- Akihiro Tomikawa como Daigoro.
- Junko Hitomi como Yagyū Kaori.
- Isao Kimura como Yagyū Hyoei.
- Minoru Ohki como Yagyū Retsudo.

## Producción
Minoru Ohki fue el tercer actor en interpretar al enemigo de Ittō, Retsudo. Ohki interpretó al personaje en las dos últimas películas de la saga. El rol había sido interpretado anteriormente por Tokio Oki y Tatsuo Endo, en la primera y cuarta película, respectivamente.